# جورجيوس باباندريو
جورجيوس باباندريو (باليونانية: Γεώργιος Παπανδρέου) ـ (13 فبراير 1888 ـ 1 نوفمبر 1968) هو سياسي يوناني اشتغل بالسياسة لأكثر من نصف قرن. شغل منصب رئيس وزراء اليونان ثلاث مرات (1944-1945، 1963، 1964-1965)، كان أيضًا نائبًا لرئيس الوزراء بين عامي 1950-1952 في حكومات نيكولاوس بلاستيراس وسوفوكليس فينيزيلوس وشغل لمرات كثيرة منصب وزير في الحكومة اليونانية بدايةً من عام 1923 في مسيرة سياسية مهنية استمرت لأكثر من خمسة عقود. هو رأس عائلة باباندريو السياسية اليونانية الشهيرة، وقد شغل ابنه أندرياس باباندريو وحفيده جورجيوس (جورج) باباندريو منصب رئيس الوزراء. تولى منصب نائب رئيس الوزراء بين عامي 1950 و 1952، في حكومتي نيكولاوس بلاستيراس وسوفوكليس فينيزيلوس، كما شغل عدة مناصب وزارية، كان أولها سنة 1923.

## النشأة
وُلد جورجيوس في كالينتزي في منطقة آخايا شمال بيلوبونيز. كان جورجيوس ابن الأب أندرياس ستافروبولوس رئيس الكهنة الأرثوذكسيين. درس القانون في أثينا والعلوم السياسية في برلين. تأثرت فلسفته السياسية بصورة كبيرة بالديمقراطية الاشتراكية الألمانية، فكان معارضًا للملكية وداعمًا السياسات الاشتراكية، ولكنه كان معاديًا كبيرًا للشيوعية (وخاصةً سياسات الحزب الشيوعي اليوناني في اليونان). عندما كان شابًا، انخرط في السياسة بصفته داعمًا للزعيم الليبرالي إيليفثيريوس فينزيلوس الذي عيّنه حاكمًا لشيوس بعد حرب البلقان عام 1912. قُتل أحد أشقائه وهو نيكوس في معركة كيلكيس-لاشاناس.
تزوج مرتين. زوجته الأولى هي صوفيا مينيكو من الجنسية البولندية وهي ابنة زيغمونت مينيكو والحفيدة من جهة الأب لستانيسلاف مينيكو (1802-1857). وُلد ابنهما أندرياس باباندريو في شيوس عام 1919. زوجته الثانية هي الممثلة سيبيل أندريانو وسُمي ابنهما جورج باباندريو.

## المسيرة السياسية المهنية
خلال الأزمة السياسية التي أحاطت بانخراط اليونان في الحرب العالمية الأولى، كان جورجيوس من المناصرين المقربين لفينزيلوس ضد الملك قسطنطين الأول المدعوم ألمانيًا. عندما أجبر فينزيلوس على الهرب من أثينا، رافقه جورجيوس إلى كريت، وذهب بعدها إلى يسبوس حيث عبّئ مناصرين معادين للملكية في الجزر وجمع الدعم لمعاداة فينزيلوس للحكومة المدعومة من الحلفاء في ثيسالونيكي.
في الانتخابات العامة عام 1920، ترشح جورجيوس دون نجاح بصفته ليبراليًا مستقلًا في دائرة ليفسوس الانتخابية. في عام 1921 كان محامي الدفاع عن أليكساندروس باباناستاسيو الذي حوكم، بسبب انتقاده للملك قسطنطين في مقالة ودعوته إياه إلى التنحي وسُجن من قبل النظام الملكي وبعدها نجا بصعوبة من الاغتيال من المتطرفين الملكيين في يسبوس.
من يناير إلى أكتوبر عام 1923، شغل منصب وزير الداخلية في حكومة ستانيلاس غوناتاس. في انتخابات ديسمبر 1923، انتخب في دائرة ليفسوس إلى البرلمان عن حزب أنصار فينزيليوس الليبرالي، وشغل منصب وزير للمالية لمدة 11 يومًا فقط في يونيو 1925، ووزير التعليم في الفترة بين عامي 1930-1932 ووزير النقل في 1933. خلال فترة عمله وزيرًا للتعليم أصلح النظام المدرسي اليوناني وبنى الكثير من المدارس لأطفال اللاجئين من الحرب اليونانية التركية. خلال ديكتاتورية بانغالوس، سُجن مرة أخرى.
في عام 1935، أسس الحزب الاشتراكي الديمقراطي في اليونان. في ذات العام، وقع انقلاب ملكي من قبل جورجيوس كونديليس لإعادة تأسيس الملكية ووضع جورجيوس في المنفى الداخلي. كان أحد المعارضين مدى الحياة للملكية اليونانية، ونُفي مرة أخرى في عام 1938 من قبل الديكتاتور اليوناني الملك إيوانيس ميتاكساس.
بعد احتلال قوات المحور اليونان في الحرب العالمية الثانية، سُجن جورجيوس من قبل السلطات الإيطالية. غادر لاحقًا إلى الشرق الأوسط وانضم إلى حكومة فينزيليست للمنفيين ومقرها في مصر. بدعم من بريطانيا، عينه الملك جورج الثاني كرئيس للوزراء، وخلال توليه رئاسة الوزراء عُقد مؤتمر بيروت في أيار 1944 وفي وقت لاحق اتفاقية كازيرتا سبتمبر 1944، في محاولة لوقف الأزمة في اليونان والصراعات بين قوات جبهة التحرير الوطنية والقوات المعادية لها، في فترة ما قبل الحرب الأهلية.

### تحرير اليونان والأحداث دكمفريانا
بعد إخلاء اليونان من قوى المحور، دخل جورجيوس أثينا في أكتوبر 1944 كرئيس وزراء للحكومة اليونانية في المنفى مع بعض وحدات الجيش اليوناني والبريطانيين المتحالفين معها. خلال الشهر نفسه، أصبح رئيسًا للوزراء في حكومة الوحدة الوطنية اليونانية، والتي خلفت الحكومة اليونانية في المنفى. حاول تطبيع الحالة شديدة الاستقطاب بين جبهة التحرير الوطنية والقوات غير المتحالفة معها، بالتعاون بشكل رئيسي مع الجنرال رونالد سكوبي، الذي كان بعد اتفاق كاسيرتا المسؤول عن جميع قوات الحلفاء.
على الرغم من استقالته في عام 1945، بعد أحداث دكمفريانا، استمر جورجيوس في شغل مناصب عليا. من 1946-1952 شغل منصب وزير العمل ووزير الإمدادات ووزير التعليم ووزير المالية ووزير النظام العام. في الفترة بين عامي 1950-1952 كان أيضًا نائب رئيس الوزراء.
كانت فترة 1952-1961 صعبةً للغاية بالنسبة لباباندريو. ضعفت القوى السياسية الليبرالية في اليونان بشدة بسبب النزاعات الداخلية وعانت من هزيمة انتخابية من المحافظين. اتهم باباندريو وسوفوكليس فينيزيلوس باستمرار بهذه العلل، معتبرًا أن قيادته صارمة وغير ملهمة.

### مؤسس اتحاد الوسط ومواجهة لاحقة مع القصر
في عام 1961، أحيا باباندريو الليبرالية اليونانية من خلال تأسيس حزب الاتحاد المركزي، وهو اتحاد فينزيلستي من الليبراليين والمحافظين غير الراضين. بعد انتخابات العنف والاحتيال عام 1961، أعلن باباندريو كفاحًا لا هوادة فيه ضد الاتحاد الوطني الراديكالي اليميني. أخيرًا، فاز حزبه في انتخابات نوفمبر 1963 وانتخابات 1964، والثانية بأغلبية ساحقة. أثارت سياساته التقدمية كرئيس للوزراء الكثير من المعارضة في الأوساط المحافظة، وكذلك الدور البارز الذي لعبه ابنه أندرياس باباندريو، الذي كان يُنظر إلى سياساته على أنها بعيدة عن المركز إلى حد كبير. لم يوافق أندرياس مع والده على العديد من القضايا المهمة، وطور شبكة من المنظمات السياسية، الاتحادات الديمقراطية للضغط من أجل سياسات أكثر تقدمية. كما تمكن من السيطرة على الاتحاد المركزي لمنظمات الشباب.
كان باباندريو قد عارض اتفاق زيورخ ولندن الذي أدى إلى تأسيس جمهورية قبرص. بعد المواجهات بين الطائفتين اليونانية والتركية، أرسلت حكومته فرقة من الجيش اليوناني إلى الجزيرة.
عارض الملك قسطنطين الثاني علنًا حكومة باباندريو ، وكانت هناك مؤامرات متشددة يمينية متطرفة في الجيش، أدت إلى زعزعة استقرار الحكومة. أخيرًا، صمم الملك انقسامًا في اتحاد الوسط وفي يوليو 1965، في أزمة عرفت باسم الردة أو يوليانا، أقال الحكومة بعد نزاع للسيطرة على وزارة الدفاع.
بعد الانقلاب العسكري الذي حدث في أبريل 1967 من قبل المجلس العسكري بقيادة جورج بابادوبولوس، قُبض على باباندريو وتوفي تحت الإقامة الجبرية في نوفمبر 1968. أصبحت جنازته مناسبة لمظاهرة حاشدة ضد الدكتاتورية. دُفن في المقبرة الأولى بأثينا، وإلى جواره دفن عام 1996 ابنه أندرياس.

## الإرث
كان باباندريو يعتبر واحدًا من أفضل الخطباء في المشهد السياسي اليوناني ومقاتلًا مستمرًا من أجل الديمقراطية. خلال حكم المجلس العسكري وبعد وفاته، كان يُشار إليه في كثير من الأحيان بمودة بلقب رجل الديمقراطية القديم. منذ أن دخل حفيده جورج أ. باباندريو السياسة، استخدم معظم الكتاب اليونانيين جورجيوس للإشارة إلى الجد والأقل رسمية (جورج) للإشارة إلى الحفيد.

## الأعمال
- «تحرير اليونان» (1945)، أثينا

## الأوسمة والجوائز
في عام 1965، منحته جامعة بلغراد درجة الدكتوراه الفخرية.

## روابط خارجية
- جورجيوس باباندريو على موقع مونزينجر (الألمانية)
- جورجيوس باباندريو على موقع إن إن دي بي (الإنجليزية)